# Chaunanthus gracielae
Chaunanthus gracielae là một loài thực vật có hoa trong họ Cải. Loài này được M.Martínez & L.Hern. mô tả khoa học đầu tiên năm 2007.